# Buplèvre
Bupleurum
Genre
Classification phylogénétique
Les Buplèvres (Bupleurum) forment un genre de plantes à fleurs de la famille des Apiaceae. Il comprend près de 100 espèces de plantes herbacées annuelles ou vivaces aux feuilles simples, aux gaines foliaires hypertrophiées et aux fleurs en petites ombelles.

## Principales espèces

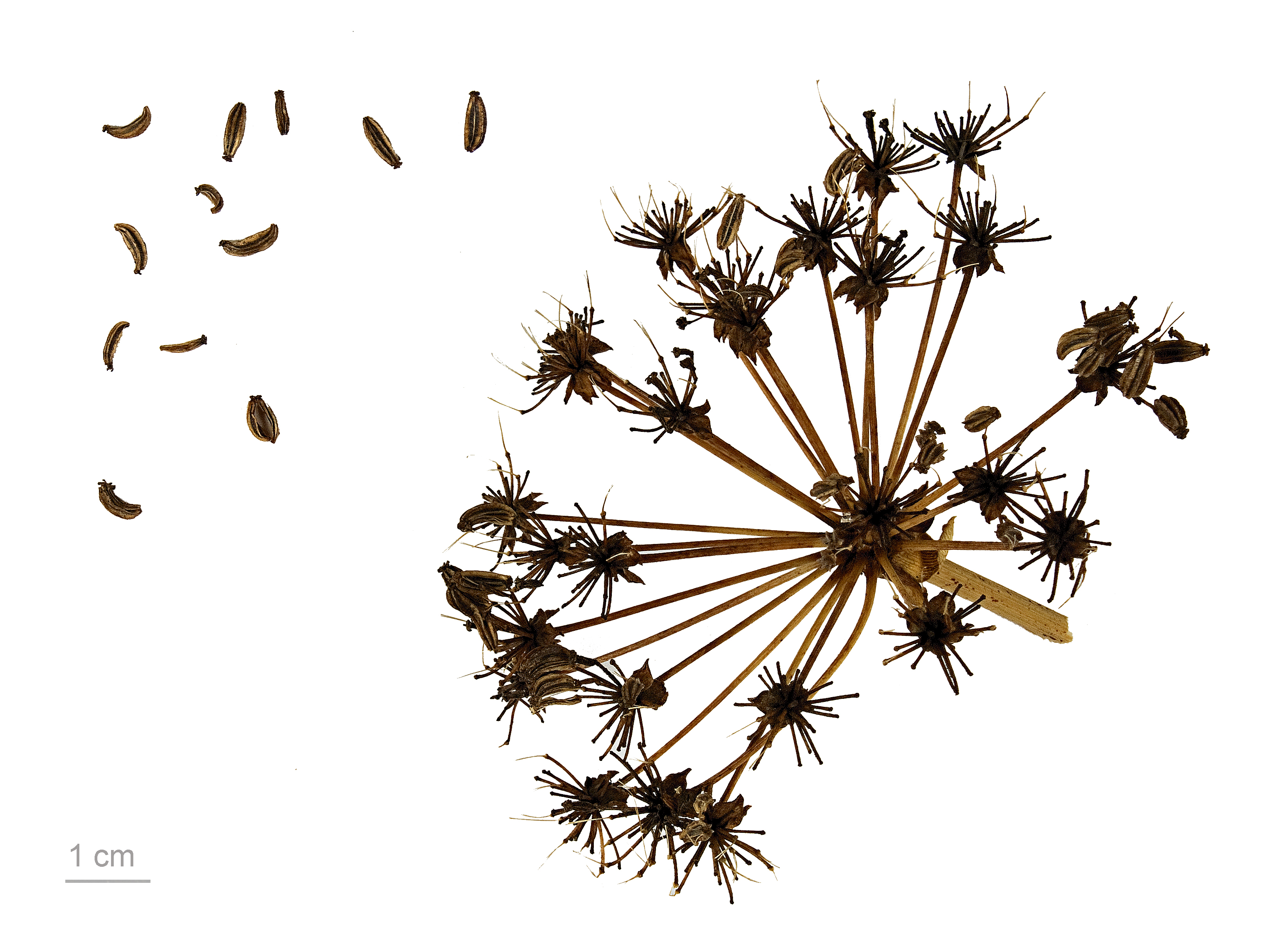
Bupleurum gibraltarium
Muséum de Toulouse.

### Flore de France
- Bupleurum affine Sadler
- Bupleurum alpigenum Jord. & Fourr.
- Bupleurum angulosum L. - (autre nom: Buplèvre des Pyrénées)
- Bupleurum baldense Turra
- Bupleurum croceum Fenzl
- Bupleurum falcatum L. - Buplèvre en faux
- Bupleurum fruticosum L. - (autre nom: Buplèvre arbustif)
- Bupleurum gerardi All.
- Bupleurum gibraltarium Lam.
- Bupleurum lancifolium Hornem.
- Bupleurum longifolium L. - Buplèvre à longues feuilles
- Bupleurum odontites L.
- Bupleurum petraeum L.
- Bupleurum praealtum L.
- Bupleurum ranunculoides L. - Buplèvre fausse renoncule
- Bupleurum rigidum L. - (Buplèvre rigide)
- Bupleurum rotundifolium L. - Buplèvre à feuilles rondes
- Bupleurum semicompositum L.
- Bupleurum stellatum L. - Buplèvre étoilé
- Bupleurum subovatum Link ex Spreng.
- Bupleurum tenuissimum  - Buplèvre très grêle
- Bupleurum virgatum Cav.

### Autres espèces
- Bupleurum americanum Coult. & Rose
- Bupleurum chinense DC.
- Bupleurum dianthifolium Guss.
- Bupleurum elatum Guss.
- Bupleurum pachnospermum Pančić
- Bupleurum salicifolium R. Br.
- Bupleurum spinosum Gouan